# Kutawaringin (Mande)
Kutawaringin is een bestuurslaag in het regentschap Cianjur van de provincie West-Java, Indonesië. Kutawaringin telt 3457 inwoners (volkstelling 2010).